# كلية الدراسات البحرية (جامعة الملك عبد العزيز)
كلية الدراسات البحرية هي كلية تابعة لجامعة الملك عبد العزيز وتقع في مدينة جدة بغرب المملكة العربية السعودية، وتأسست في عام 1991 (1411 هـ) كقسم الدراسات البحرية بمساراته الأربعة (قسم الملاحة البحرية وقسم الهندسة البحرية وقسم المساحة البحرية، وقسم الموانئ والنقل البحري). وفي الفترة ما بين 2009-2011 تعرضت الكلية لعدة تغييرات كانت كفيلة بتحويل القسم إلى كلية معتدة متخصصة.
للكلية عدة برامج أكاديمية ومهنية منها:
- برنامج الملاحة البحرية:
  - تأهيل الطالب للحصول على بكالوريوس العلوم في الملاحة البحرية + شهادة ضابط ثاني بحري.
  - مدة الدراسة (5) سنوات تتضمن 12 شهراً تدريب على سطح السفن بمجموع 143وحدة دراسية.
- الهندسة البحرية:
  - تأهيل الطالب للحصول على ماجستير العلوم في الهندسة البحرية.
  - تأهيل الطالب للحصول على بكالوريوس العلوم في الهندسة البحرية + شهادة مهندس بحري ثالث.
  - مدة الدراسة (5) سنوات تتضمن 6 أشهر تدريب على سطح السفن بمجموع 155وحدة دراسية.
- المساحة البحرية:
  - تأهيل الطالب للحصول على بكالوريوس العلوم في المساحة البحرية + الشهادة الدولية المهنية مساح بحري CAT. A تتوافق مع المعايير العالمية التابعة للمنظمة الدولية IHO.
  - مدة الدراسة (4) سنوات بمجموع 131 وحدة دراسية.
- الموانئ والنقل البحري:
  - تأهيل الطالب للحصول على بكالوريوس العلوم في الموانئ والنقل البحري.
  - مدة الدراسة (4) سنوات تتضمن 3 أشهر تدريب بقطاع الموانئ واللوجستيات (شهرين محلياً وشهر دولياً) بمجموع 131وحدة دراسية.